# L'aiglon
L'aiglon er en fransk stumfilm fra 1913 af Émile Chautard.

## Medvirkende
- Pépa Bonafé
- Emile Chautard som Napoleon Bonaparte
- Marie-Louise Derval
- Maxime Desjardins
- Catherine Fonteney